# Spoorlijn Stuttgart - Ulm
De spoorlijn Stuttgart – Ulm ook wel Filstalbahn en ook wel Württembergische Ostbahn genoemd is een Duitse spoorlijn als lijn 4700 Stuttgart – Ulm onder beheer van DB Netze tussen Stuttgart over Geislingen an der Steige naar Ulm gelegen in de deelstaat Baden-Württemberg. Parallel langs dit spoor loopt de spoorlijn 4701 Stuttgart – Plochingen van de S-Bahn.
De Filstalbahn was het middelste deel van de Württembergische Hauptbahn van Heilbronn over Cannstatt, Ulm tot de Bodensee.

## Geschiedenis
Het traject tussen Stuttgart en Esslingen werd door de Zentralbahn gebouwd tussen 1844 en 1846. Het traject tussen Esslingen en Plochingen werd in december 1846 gebouwd. Op 28 juni 1850 werd het enkelsporig traject tussen Stuttgart en Ulm door de Königlich Württembergischen Staats-Eisenbahnen geopend.
De Geislinger Steige heeft een helling tot 1:44,5 ofwel 22 ‰.

## Treindiensten

### Deutsche Bahn
De Deutsche Bahn verzorgt het personenvervoer op dit traject met RE- en RB-treinen.

### S-Bahn
De S-Bahn, meestal de afkorting voor Stadtschnellbahn, soms ook voor Schnellbahn, is een in Duitsland ontstaan (elektrisch) treinconcept, welke het midden houdt tussen de Regionalbahn en de Stadtbahn. De S-Bahn maakt meestal gebruik van de normale spoorwegen om grote steden te verbinden met andere grote steden of forensengemeenten. De treinen rijden volgens een vaste dienstregeling met een redelijk hoge frequentie.

#### S-Bahn Stuttgart
Het traject van de S-Bahn Stuttgart loopt tussen Stuttgart Hbf en Plochingen over een eigen traject die parallel aan het traject van de Filstalbahn loopt.

#### InterRegio
In de jaren 1990 werd de InterRegiotreindienst tussen Karlsruhe en Lindau op dit traject ingevoerd. In 2001 werd deze treindienst ingekort tot Karlsruhe – Ulm.

#### InterCity
In 2002 werd deze InterRegiotrein vervangen door een InterCitytrein tussen Münster (Westfalen) / Dortmund – Lindau – Innsbruck.

#### Interregio-Express
De Deutsche Bahn AG berijdt ieder uur dit traject met een IRE-sneltrein tussen Stuttgart en Lindau. Deze treinen bestaan uit een duw-/trektrein met locomotief en dubbeldekswagons. In Ulm wordt de elektrische locomotief Baureihe 146.2 gewisseld voor een diesellocomotief Baureihe 218.

## Aansluitingen
In de volgende plaatsen was of is er een aansluiting van de volgende spoorwegmaatschappijen:

### Stuttgart Hbf

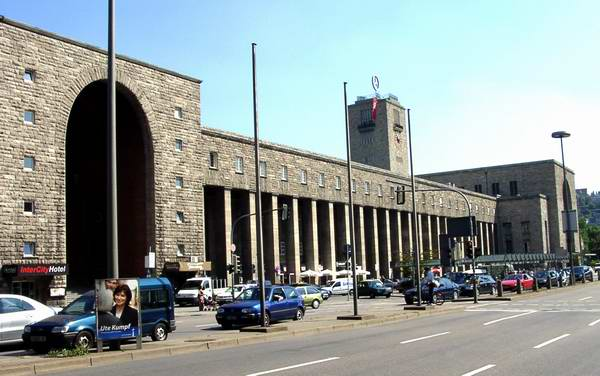
Stuttgart Hauptbahnhof

- Gäubahn, spoorlijn tussen Stuttgart en Singen (Hohentwiel)
- Frankenbahn, spoorlijn tussen Stuttgart en Würzburg
- Neckar-Alb-Bahn, spoorlijn tussen Stuttgart over Reutlingen naar Tübingen
- Remsbahn, spoorlijn tussen Stuttgart en Aalen
- Murrbahn, spoorlijn tussen Stuttgart en Crailsheim
- NBS naar Mannheim, spoorlijn tussen Stuttgart en Mannheim
- S-Bahn Stuttgart spoorlijn tussen Stuttgart en Plochingen
- Stuttgarter Straßenbahnen (SSB) stadstram rond Stuttgart

### Esslingen

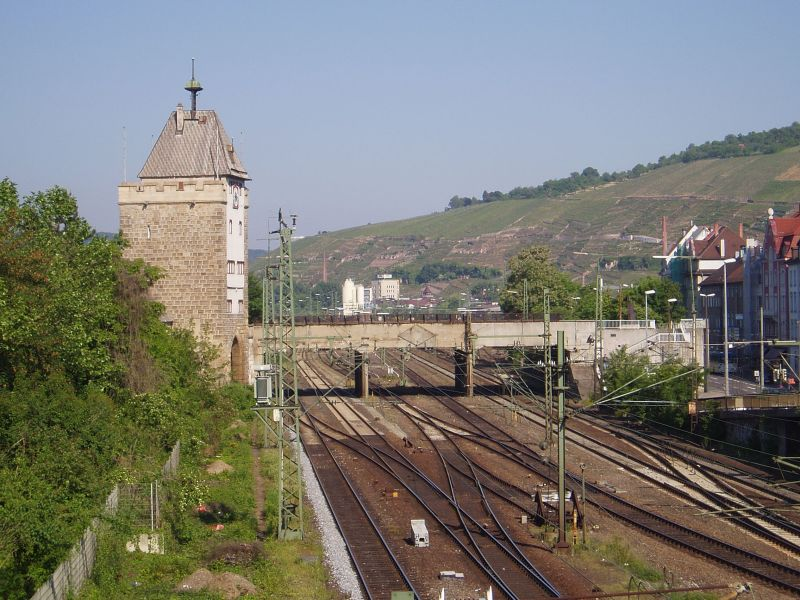
Op het inmiddels afgebroken viaduct bij Esslingen am Neckar reed de END

- Neckar-Alb-Bahn, spoorlijn tussen Stuttgart over Reutlingen naar Tübingen
- S-Bahn Stuttgart spoorlijn tussen Stuttgart en Plochingen
- Straßenbahn Esslingen-Nellingen-Denkendorf (END) voormalige tramlijn tussen Esslingen en Nellingen / Denkendorf

### Plochingen
- Neckar-Alb-Bahn, spoorlijn tussen Stuttgart over Reutlingen naar Tübingen
- S-Bahn Stuttgart spoorlijn tussen Stuttgart en Plochingen

### Göppingen
- Voralbbahn, spoorlijn tussen Göppingen en Boll

### Süßen
- Lautertalbahn, spoorlijn tussen Süßen en Weißenstein (Württ)

### Geislingen
- Tälesbahn, spoorlijn tussen Geislingen an der Steige en Wiesensteig

#### Geislinger Steige
De Geislinger Steige heeft een helling van 22,5‰ over een lengte van 5,6 km tussen Geislingen en Amstetten. Zware treinen worden in Geislingen voorzien van een losse opdruklocomotief.

### Amstetten
De Ulmer Eisenbahnfreunden (UEF) gebruikt de spoorlijn naar Gerstetten als museumspoorlijn.
- Albbähnle, spoorlijn tussen Amstetten en Laichingen op de Schwäbischen Alb
- Amstetten – Gerstetten, spoorlijn tussen Amstetten en Gerstetten

### Ulm
- Maximiliansbahn, spoorlijn tussen Ulm en München
- Südbahn, spoorlijn tussen Ulm en Friedrichshafen Haven
- Illertalbahn, spoorlijn tussen Ulm en Obersdorf
- Donautalbahn, spoorlijn tussen Ulm en Donaueschingen
- Donautalbahn, spoorlijn tussen Ulm en Regensburg
- Brenzbahn, spoorlijn tussen Ulm en Aalen
- Straßenbahn Ulm, stadstram in Ulm

## Elektrische tractie
Het traject werd in 1933 geëlektrificeerd met een spanning van 15.000 volt 16⅔ Hz wisselstroom.